# H.261

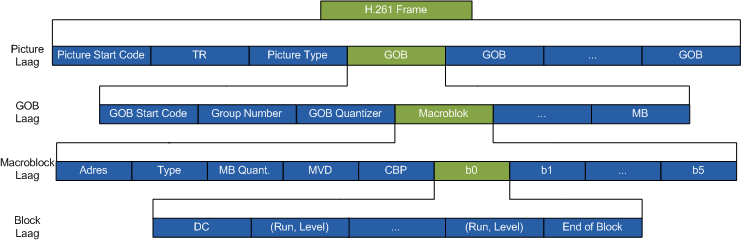
Estructura sintáctica de un fotograma de video H.261

H.261 es un estándar de compresión del vídeo de ITU-T, ratificado por primera vez en noviembre de 1988.  Es el primer miembro de la familia H.26x de estándares de codificación de vídeo en el dominio del Grupo de Expertos en codificación de video del ITU-T Grupo de Estudio 16  (VCEG, luego Grupo de Especialistas en Codificación para Telefonía Visual), y se desarrolló con varias compañías, incluyendo Hitachi, PictureTel, NTT, BT y Toshiba. Fue el primer estándar de codificación de vídeo que era útil en términos prácticos.
H.261 se diseñó originalmente para la transmisión a través de líneas ISDN en las qué las velocidades de datos de 64 kbit/s. El algoritmo de codificación fue diseñado para poder operar a velocidades de bits de video entre 40 kbit/s y 2 Mbit/s. El estándar admite dos tamaños de fotogramas de video: CIF (352×288 luma con 176×144 croma) y QCIF (176×144 con 88×72 croma) utilizando un esquema de muestreo 4:2:0. También tiene un truco compatible con versiones anteriores para enviar imágenes fijas con una resolución de luma de 704×576 y una resolución de croma de 352×288 (que se agregó en una revisión posterior en 1993).